# Miloš Teodosić
Miloš Teodosić (Valjevo, 19 de marzo de 1987) es un exbaloncestista serbio que jugó 21 temporadas como profesional, dos de ellas en la NBA. Con 1,96 metros de estatura, jugaba en la posición de base.

## Carrera
Teodosic ha jugado en el FMP Železnik y en el KK Borac Čačak de Serbia, hasta que en 2007 se confirmase su fichaje por el Olympiacos B.C. de Grecia, tras 4 años en el conjunto griego, ficha por el CSKA Moscú tras ponerle en el mercado el equipo griego al subir el tipo impositivo en los jugadores de baloncesto del país heleno, pasa a firmar un contrato de 5,7 millones por las siguientes tres temporadas. En el verano de 2013 vuelve a rumorearse su incorporación al FC Barcelona, como había ocurrido dos años antes, y al Fenerbahçe Ülkerspor tras promediar 14.7 puntos y 7.3 asistencias en la VTB United League.
El 18 de febrero de 2011 fue nombrado por FIBA Europe "Mejor Jugador Europeo del 2010".
En 2016 fue nombrado mejor jugador que no juega en la NBA en el mundo.
[actualizar]
Con Virtus Bologna, ganó la Eurocup de 2022, siendo nombrado MVP de las Finales.
Tras su paso por Italia, el 11 de julio de 2023 se oficializa su fichaje por el Estrella Roja.
Tras dos temporadas en Serbia, el 26 de junio de 2025, anuncia su retirada del baloncesto profesional tras 21 temporadas.

### Selección nacional

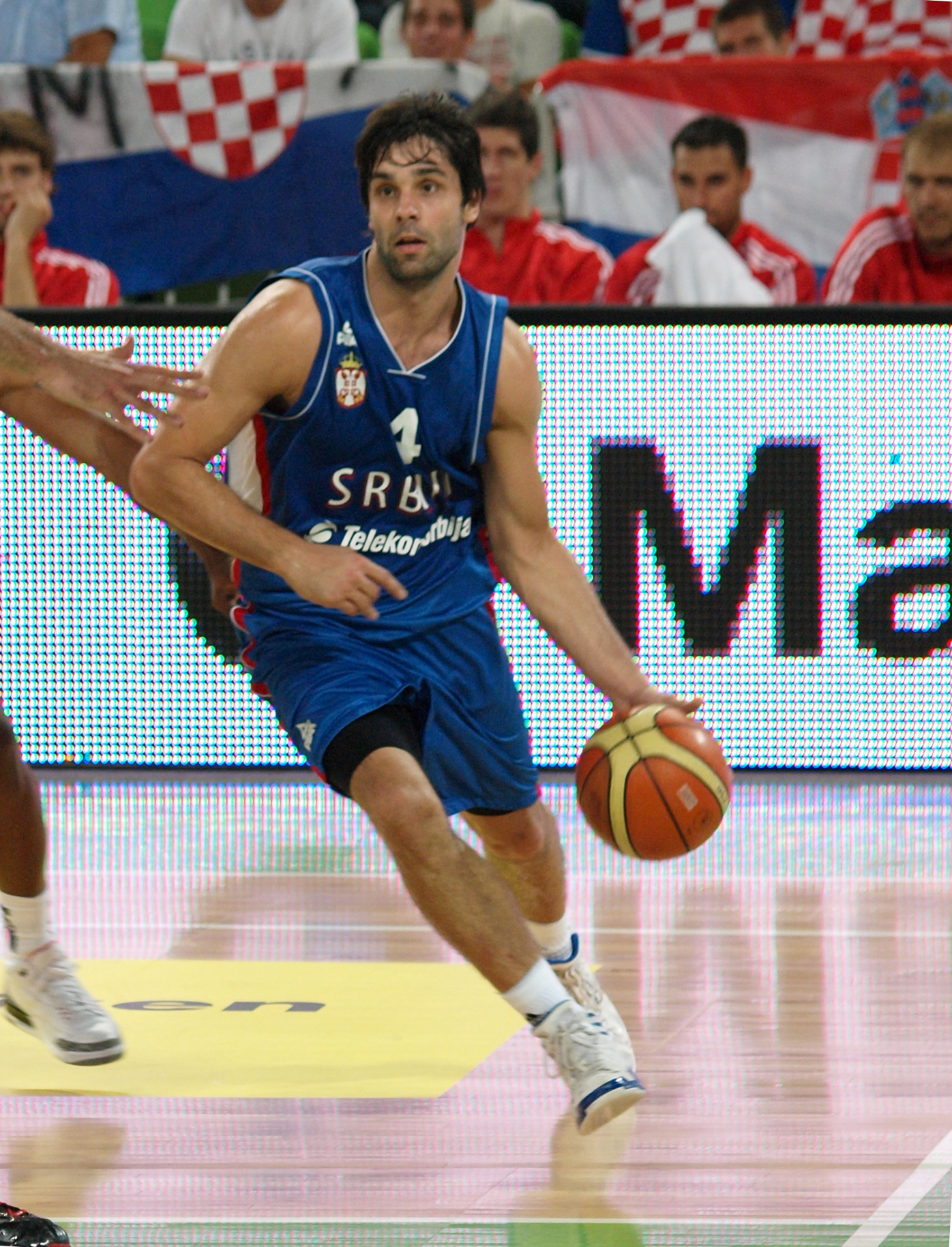
Teodosić con la camiseta de la selección de Serbia

Teodosic ha sido miembro de las diferentes selecciones serbias en categorías inferiores. Ha ganado la medalla de oro con Serbia en el Campeonato de Europa sub-16 en el año 2003. También ganó la medalla de oro en el Campeonato de Europa sub-18 en el año 2005. Fue nombrado MVP del campeonato de Europa sub-20 en el año 2007, donde Serbia también ganó el oro.
Luego jugó con la selección de baloncesto de Serbia absoluta. Jugó el campeonato absoluto con Serbia en el Eurobasket 2007 y también el Eurobasket 2009, donde su selección llegó a la final y fue nombrado miembro del quinteto ideal del torneo. En el mundial de Basket de Turquía 2010, a falta de 3 segundos convirtió un triple desde una distancia de 9 metros para deshacer el empate contra España y pasar a semifinales (terminaron 92-89).

## Estadísticas de su carrera en la NBA

### Temporada regular
| Año     | Equipo        | PJ | PT | MPP  | %TC  | %3P  | %TL  | RPP | APP | ROB | TPP | PPP |
| ------- | ------------- | -- | -- | ---- | ---- | ---- | ---- | --- | --- | --- | --- | --- |
| 2017-18 | L.A. Clippers | 45 | 36 | 25.2 | .419 | .379 | .848 | 2.8 | 4.6 | .5  | .1  | 9.5 |
| 2018-19 | L.A. Clippers | 15 | 0  | 10.0 | .425 | .370 | .571 | 1.1 | 2.1 | .2  | .1  | 3.2 |
| Total   | Total         | 60 | 36 | 21.  | .420 | .378 | .811 | 2.4 | 4.0 | .4  | .1  | 8.0 |

## Vida personal
Hijo de Miodrag y Zorana, tiene un hermano mayor, Jovan, que también es jugador profesional de baloncesto. 
En 2008 comenzó una relación con la jugadora serbia de voleibol Maja Ognjenović. Se comprometieron en 2010, pero rompieron en 2012.
El 25 de junio de 2017, se casó con la actriz serbia Jelisaveta Orašanin, con la que tiene un hijo y una hija. Su padrino de boda fue el jugador de fútbol serbio Marko Pantelić.

## Logros y reconocimientos

### Selección
- EuroBasket Sub-16 (2003)
- EuroBasket Sub-18 (2005)
- EuroBasket Sub-20 (2007)
- Eurobasket 2009
- Copa Mundial de Baloncesto de 2014
- Juegos Olímpicos 2016

### Clubes
- Copa de Serbia (1): 2007
- Copa de Grecia (2): 2010, 2011
- VTB United League (6): 2012, 2013, 2014, 2015, 2016 y 2017
- Liga Rusa (2): 2012, 2013
- Campeón de la Euroliga (1): 2016

### Individual
[actualizar]